# Halder Kirby
Halder Kirby, kanadski hokejist. 
Kirby je v 80. in 90. letih 19. stoletja igral za moštvo Ottawa Hockey Club, ki je kasneje postal Ottawa Senators. Njegov brat Chauncy Kirby je ravno tako igral za Ottawo. 

## Kariera
Halder Kirby je pomagal pri ustanovitvi kluba Ottawa HC leta 1883. Za Ottawo je igral v otvoritveni sezoni lige AHAC 1886/87. Ko se je klub vrnil v AHAC v sezoni 1890/91 je zanj igral eno tekmo. Od 1891 do 1893 je zanj odigral dve polni sezoni. Leta 1894 je igral na finalni tekmi. Kasneje je postal moštveni zdravnik in osvojil Stanleyjev pokal v letih 1903, 1904, 1905 in 1906. 

## Osebno življenje
Kirby je razvrščen v Direktorij Ottawe 1889/90 kot 'lekarnar' skupaj z 'Brati Kirby' ob Richardu Kirbyju. 